# Хрещатик (Чернівецький район)
Хреща́тик — село в Україні, у Кадубовецькій сільській громаді Чернівецького району Чернівецької області.

## Географія
Буковинське село Хрещатик розташоване на високому березі Дністра. Через село проходить автомобільний шлях територіального значення Т 2615 та Т 2616, а також поблизу автошлях М19.

## Історія
З 1991 року в складі незалежної України.

## Опис села
Село Хрещатик Чернівецького району Чернівецької області — чи не єдиний населений пункт в Україні, де мешканці п'ють, перуть, годують худобу та миються мінеральною водою, збагаченою іонами срібла. У селі, яке розкинулося на висоті 200 метрів над рівнем Дністра, немає жодної криниці. Вода, яку називають чудотворною, до Хрещатика надходить із джерела святого апостола євангеліста Іоанна Богослова, що на території Свято-Івано-Богословського Хрещатицького чоловічого монастиря.
Монастир починає свій відлік з XVII століття, коли ченці Манявського («Великого») скиту-монастирю, що на Галичині, рятувалися від переслідування православ'я унією у відносно безпечні задністрянські землі Буковини. Переживши період війн і тоталітарного безбожжя, сьогодні він знову функціонує і розбудовується.
Спустившись нижче до Дністра, можна відвідати печери-келії, видовбані, ймовірно, ченцями ще до заснування монастиря.
З верхньої тераси монастиря та з кручі, на якій розташоване село, відкривається чудова панорама меандру, утвореного вигином Дністра та колишнього знаменитого польського курорту, а нині — звичайного райцентру Тернопільщини — Заліщиків.

## Населення
Згідно з переписом УРСР 1989 року чисельність наявного населення села становила 874 особи, з яких 388 чоловіків та 486 жінок.
За переписом населення України 2001 року в селі мешкали 902 особи.

### Мова
Розподіл населення за рідною мовою за даними перепису 2001 року:
| Мова       | Відсоток |
| ---------- | -------- |
| українська | 98,45 %  |
| російська  | 1,10 %   |
| молдовська | 0,22 %   |
| вірменська | 0,11 %   |
| румунська  | 0,11 %   |

### Перепис населення Румунії 1930
Національний склад населення за даними перепису 1930 року у Румунії:
| Національність | Кількість осіб | Відсоток |
| -------------- | -------------- | -------- |
| українці       | 817            | 87,10 %  |
| євреї          | 72             | 7,68 %   |
| поляки         | 38             | 4,05 %   |
| румуни         | 11             | 1,17 %   |

Мовний склад населення за даними перепису 1930 року:
| Мова       | Кількість осіб | Відсоток |
| ---------- | -------------- | -------- |
| українська | 817            | 87,10 %  |
| їдиш       | 61             | 6,50 %   |
| польська   | 38             | 4,05 %   |
| румунська  | 11             | 1,17 %   |
| німецька   | 11             | 1,17 %   |

## Природоохоронні об'єкти
Поблизу села розташоване Хрещатицько-Звенячинське заповідне урочище, а також гідрологічна пам'ятка природи — Джерело «Хрещатик».

## Світлини

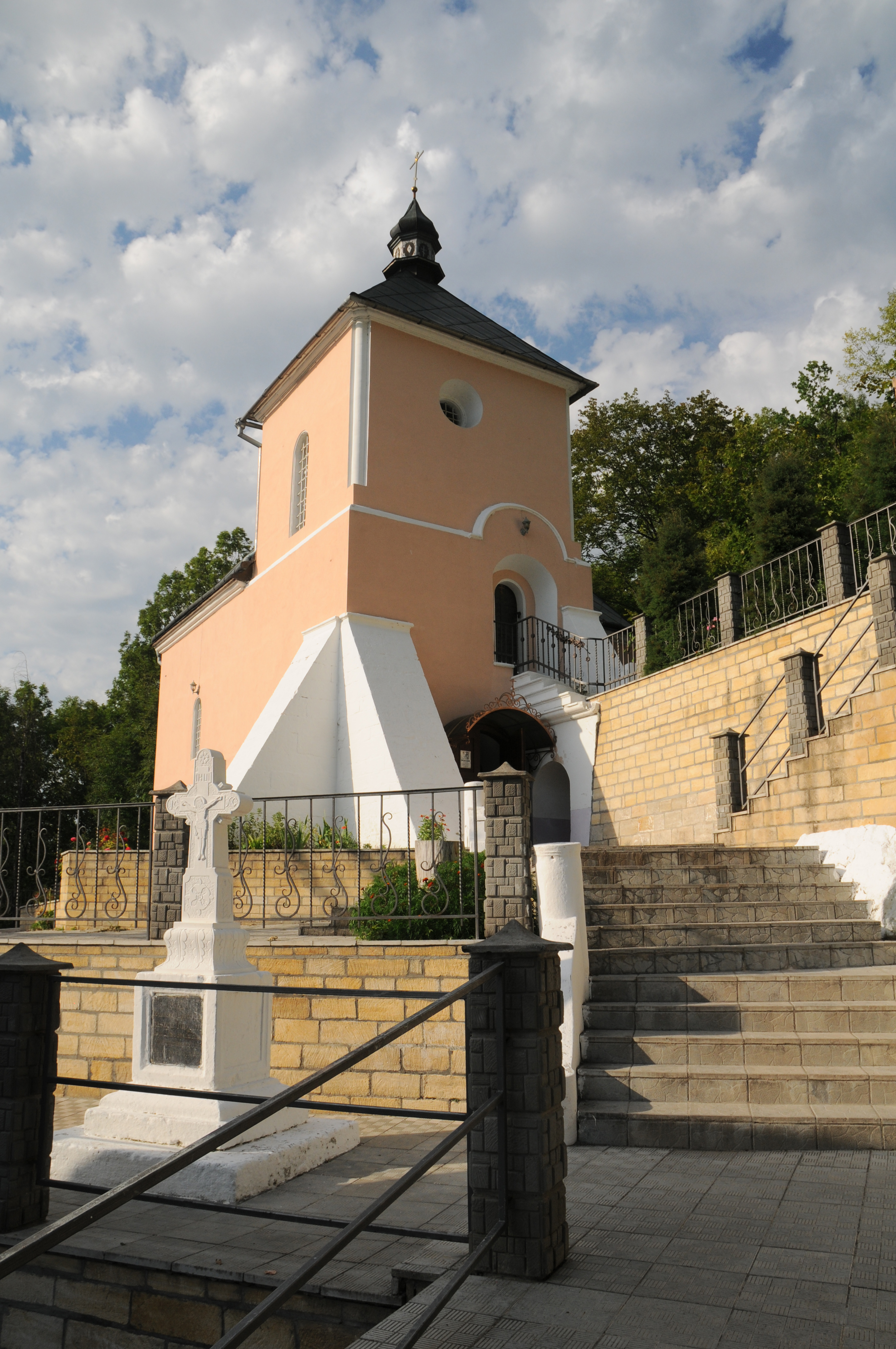
Дзвіниця Іванівської церкви з каплицею (мур.)
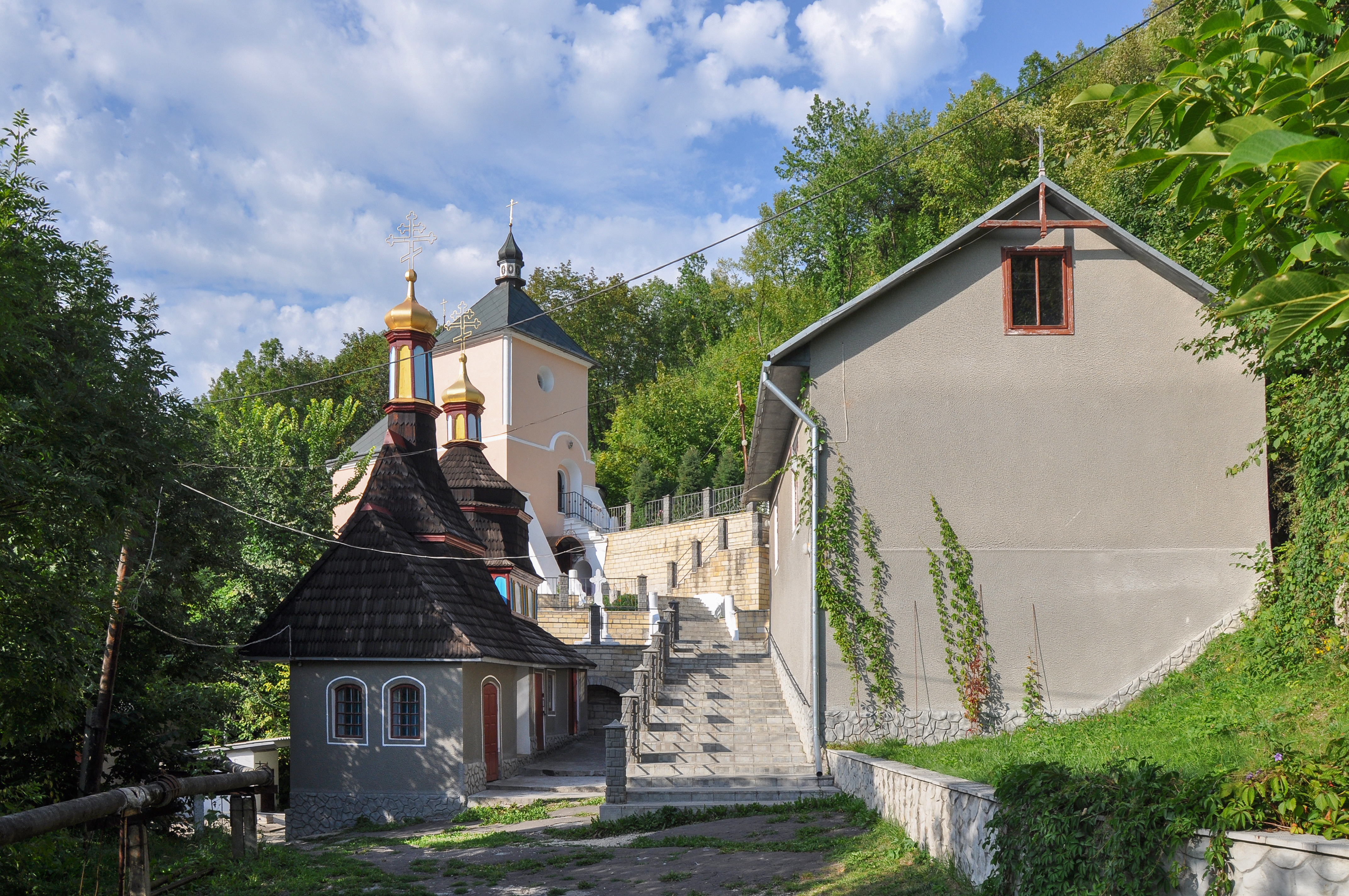
Свято-Іоано-Богословський монастир
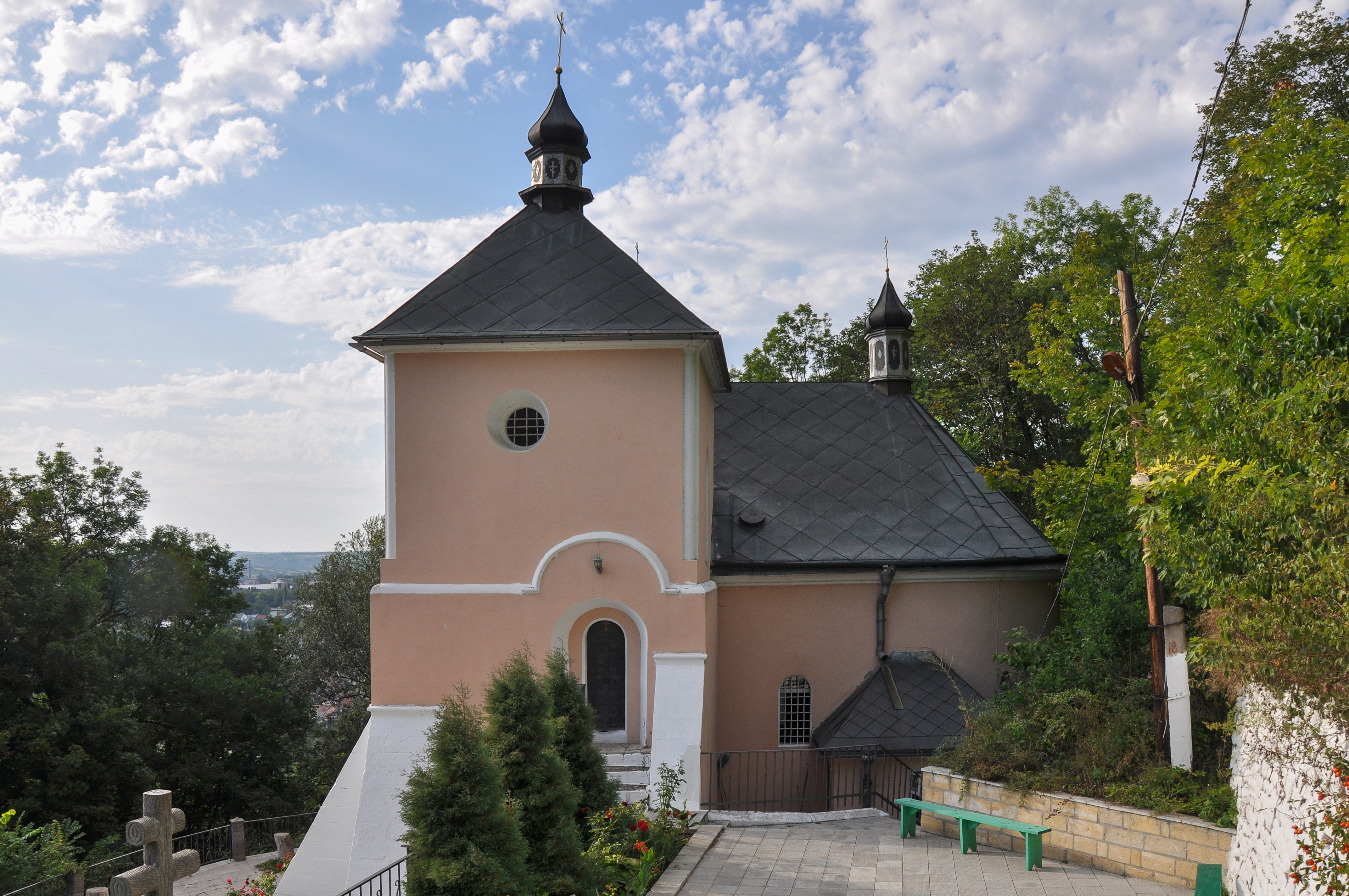
Іоано-Богословська церква монастиря
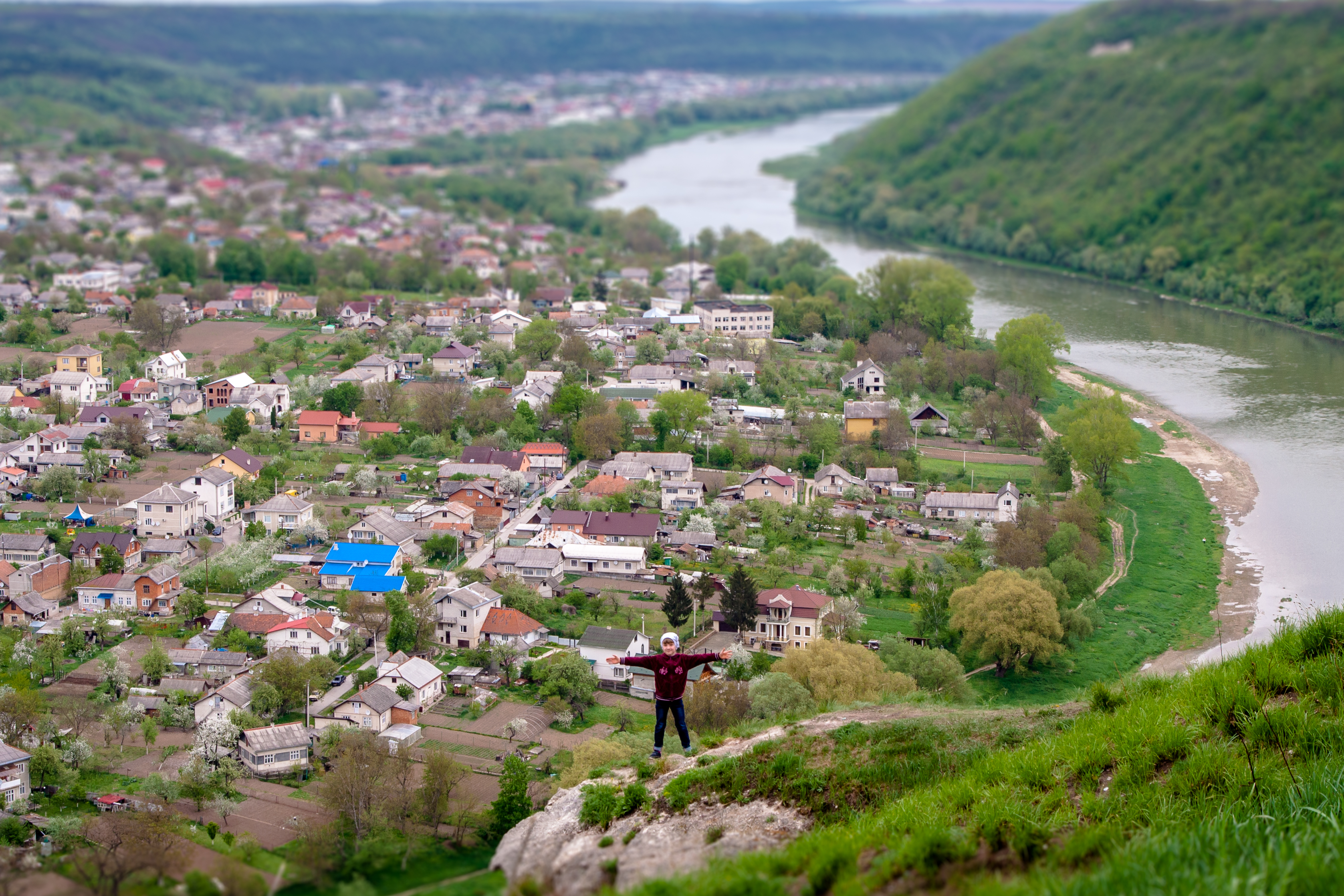
Вид на каньйон і річку Дністер
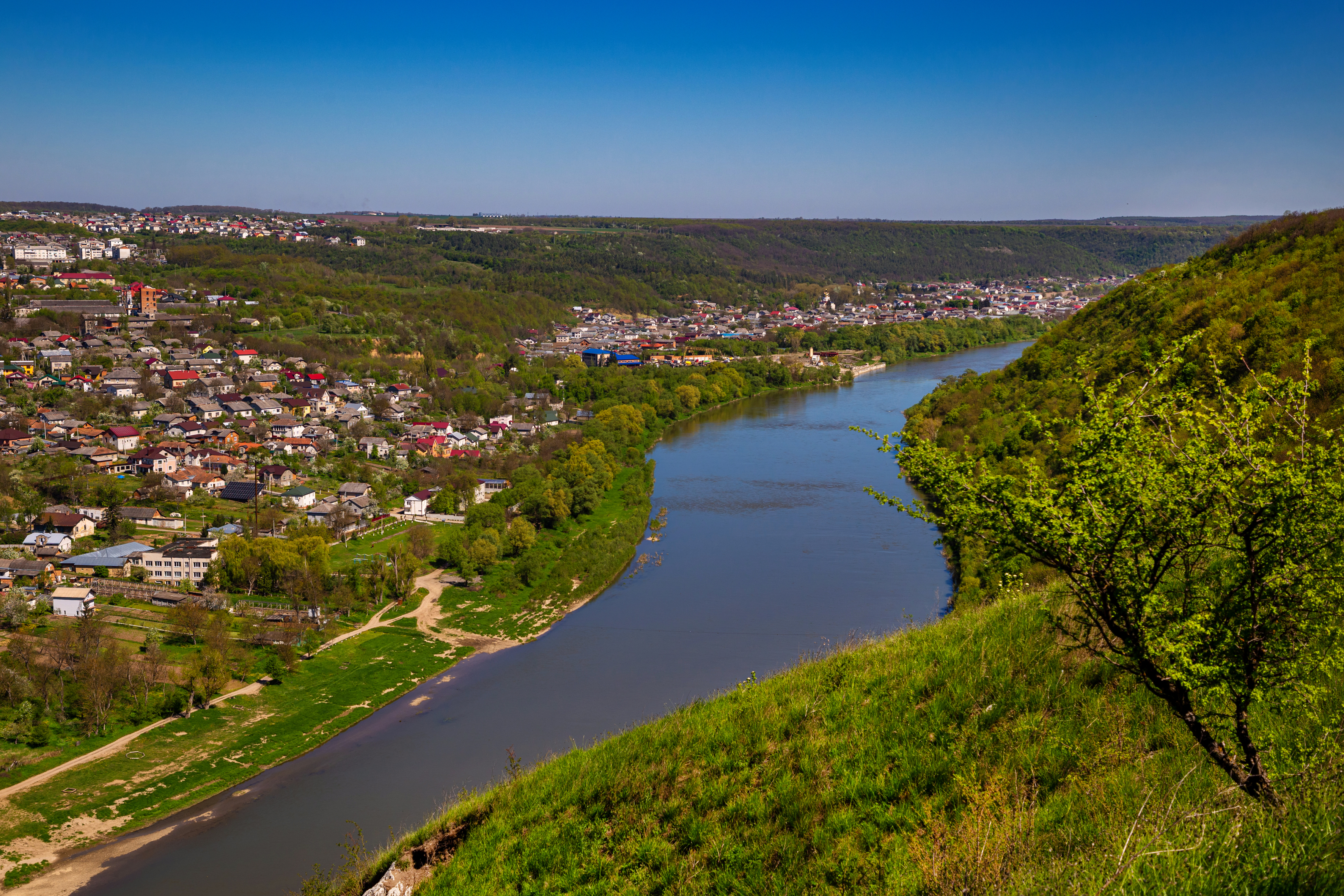
Вид на каньйон з Хрещатика
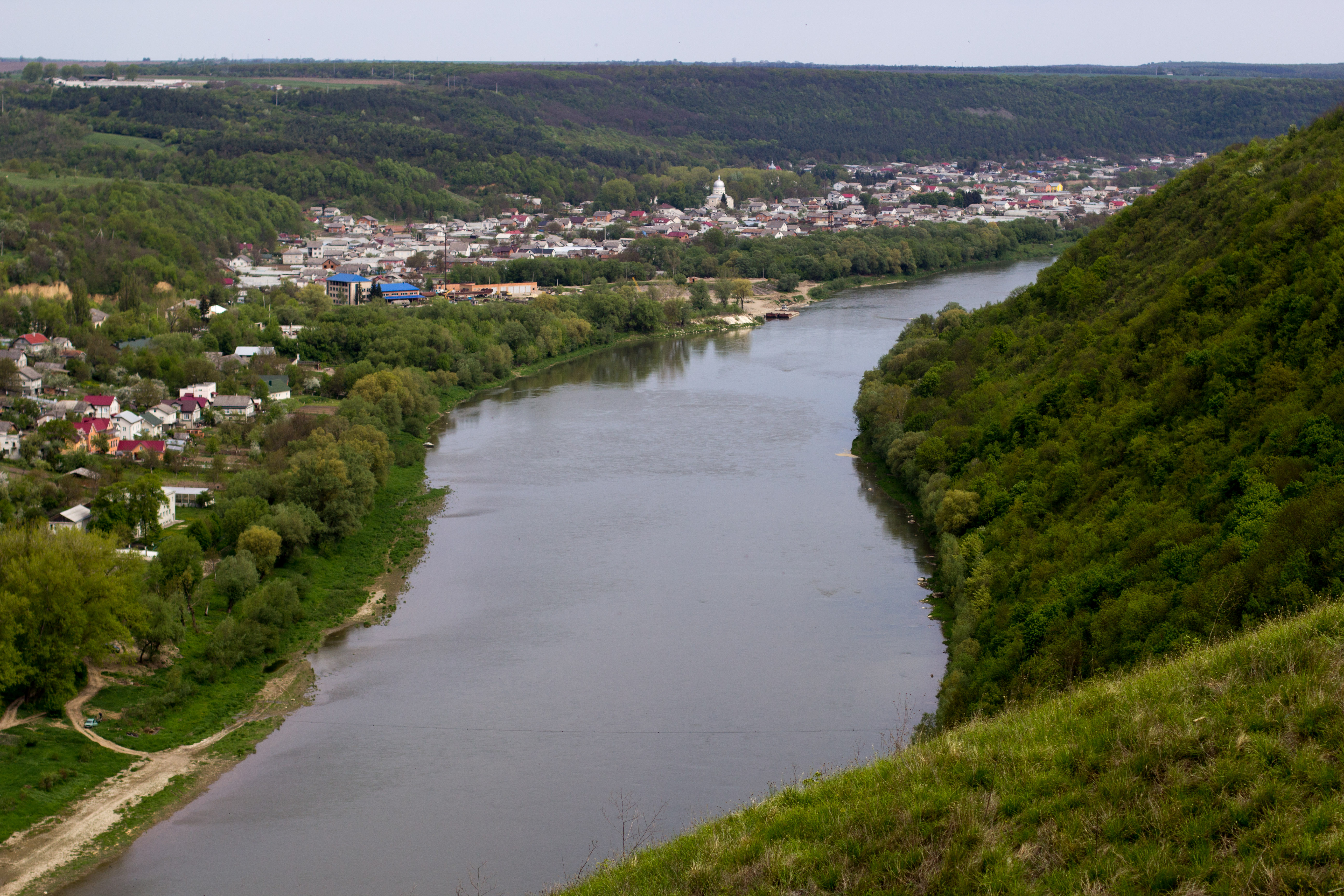
Дністер біля села Хрещатик
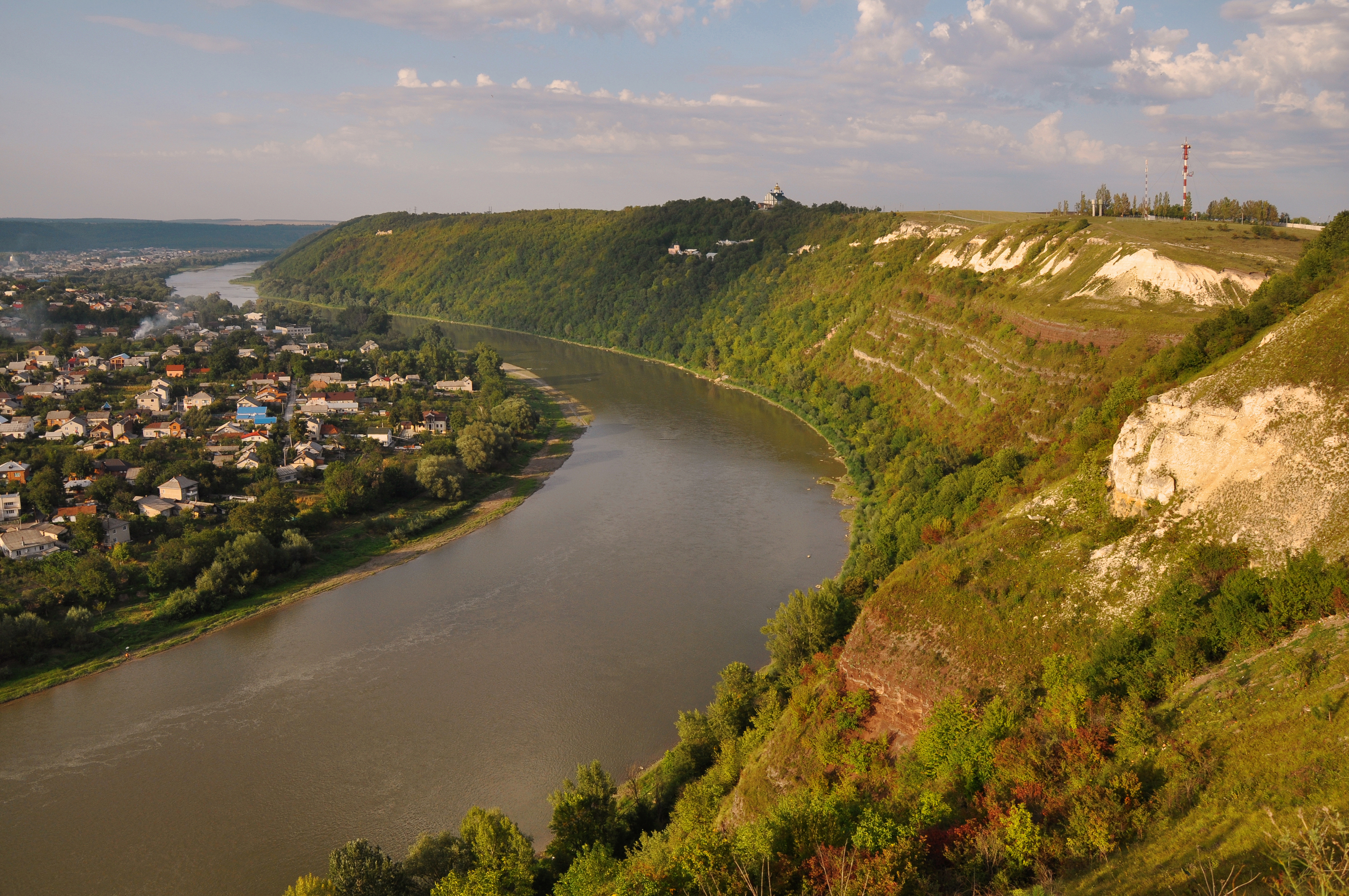
Хрещатицько-Звенячинське урочище село Хрещатик